# フォッシー
フォッシー（Fosse）は、トニー賞、エミー賞、アカデミー賞を受賞したボブ・フォッシーが振り付けを担当したミュージカルナンバーで構成されたレビュー形式のミュージカル。1999年、トニー賞最優秀ミュージカル作品賞受賞。
振り付けは、フォッシーの愛弟子であり、恋人でもあったアン・ラインキングが担当。
台詞がなく、一貫したストーリーもない。ミュージカル冒頭で、「人生は一籠のサクランボ」が歌われ、その後、ダンスが続く。最後に「シング・シング・シング」を、バンドが生演奏しながら、出演ダンサー全員が踊る。
ブロードウェイバージョンとユーロバージョンがある。
ブロードウェイバージョンの振り付けに比べて、ユーロバージョンの振り付けは退廃的な印象を与える。
これは、ブロードウェイバージョンが家族連れを考慮して作られたためらしい。
また、日本でのユーロバージョン公演の際には、大澄賢也も出演した。

## 主な楽曲
- 人生は一籠のサクランボ

(Life is Just a Bowl of Cherries from Big Deal)
- ビッグ・スペンダー

(Big Spender from Sweet Charity)
- シング・シング・シング

(Sing! Sing! Sing! from Dancin)

## 受賞
トニー賞（1999年）
- ミュージカル作品賞
- 照明デザイン賞
- 編曲賞